# Ämilius Ludwig Richter
Ämilius Ludwig Richter, född den 15 februari 1808 nära Dresden, död den 8 maj 1864 i Berlin, var en tysk kyrkorättslärare.
Richter erhöll 1835 en extra ordinarie professur i Leipzig, blev 1838 professor i kyrkorätt jämte civilrätt vid Marburgs universitet och övertog 1846 en professur i Berlin, där han 1859 utnämndes till överregeringsråd i kultusministeriet. Richter var en på sitt område framstående forskare.